# NGC 3044
NGC 3044 je galaksija u zviježđu Sekstantu.

## Vanjske poveznice
- SEDS: NGC 3044